# Estádio Municipal Governador Antônio Mariz
O Estádio Municipal Governador Antônio Mariz, mais conhecido como "Marizão", é um estádio de futebol localizado em Sousa, Paraíba.
Recebe jogos do Sousa Esporte Clube e competições de times juvenis da cidade sede, tendo capacidade para 14 mil pessoas.

## História
As obras do estádio começaram em 1994 e terminaram em 1996. O estádio recebeu o nome do político e prefeito de Sousa, Antônio Marques da Silva Mariz, mais conhecido simplesmente como Antônio Mariz. Foi renovado duas vezes entre 1995 e 1996. Foi finalmente adquirido pela Sousa Esporte em 1997.
Em janeiro de 2025, o Marizão passou por uma breve reforma com modernização e novos recursos, como banco de reservas modernizado, construção de uma fossa individual e placar eletrônico. No mês seguinte, vestiários e arquibancadas também foram reformados.

## Partidas importantes
Algumas das partidas mais importantes disputadas no Marizão foram:
- Vitória 4 x 1 Sousa EC (Copa do Brasil de 2008)[6][7][8]

- Atlético de Cajazeiras 1 x 3 Sousa EC (Copa do Brasil de 2008)
- Sousa EC 0 x 3 Coritiba (Copa do Brasil de 2013)[6]
- Sousa EC 1 x 1 Goiás (Copa do Brasil de 2022)
- Sousa EC 2 x 0 Cruzeiro (Copa do Brasil de 2024)[9][10][11][12][13]
- Sousa EC 1 x 1 RB Bragantino (Copa do Brasil de 2024)[6]